# Historias de amor, de locura y de muerte
 Historias de amor, de locura y de muerte  es una película de Argentina filmada en colores dirigida por Nemesio Juárez sobre su propio guion según los cuentos de Horacio Quiroga, El techo de incienso, El desierto, El hijo, Los precursores, Los mensú, El Yaciyateré, Una bofetada y Los desterrados, que se estrenó el 28 de marzo de 1996 y que tuvo como actores principales a Víctor Laplace, Ingrid Pelicori, Ulises Dumont e Inés Estévez.
Fue filmada en la provincia de Misiones. Hay una versión para televisión que dirigió Eduardo Mignogna también protagonizada por Laplace en 1987.

## Sinopsis
La biografía del escritor Horacio Quiroga entrelazada con sus cuentos.

## Reparto
- Víctor Laplace
- Ingrid Pelicori
- Ulises Dumont
- Inés Estévez
- Mariela Rogovski
- Fabián Vena
- Miguel Dedovich
- Cristina Banegas
- Raúl Lavié

## Comentarios
María Núñez en Página 12 escribió:

«Es un Quiroga producto de mi propia imaginación de la visión que tengo de ese tipo que enfrentado al fracaso, a la locura y la muerte opta por el amor social y la solidaridad.»

Juan José Minatel en Sin Cortes opinó:

«Fantasmas del pasado en una profunda reflexión sobre la soledad y el fracaso.»

## Nominaciones y premios
Asociación de Cronistas Cinematográficos de la Argentina, Premios Cóndor de Plata 1997
- Nominada para el Primer Premio a la Mejor Ópera Prima

Festival de Cine de Bogotá, 1997.
- Nominada al Premio Círculo Precolombiano de Oro a la Mejor Película.